# Евбуко
Евбуко (Eubucco) — рід дятлоподібних птахів родини бородаткових (Capitonidae). Включає 4 види.

## Поширення
Рід поширений в Центральній і Південній Америці від Коста-Рики до Болівії.

## Опис
Евбуко трохи менші ніж бородатки, завдовжки до 15 см. У них короткий дзьоб жовтого кольору, спина зелена, шия та черево жовті. У самців на голові червона корона.

## Спосіб життя
Евбуко живуть у тропічних і субтропічних дощових лісах. Живиться плодами, фруктами і ягодами, рідше комахами та іншими членистоногими.

## Види
- Евбуко андійський, Eubucco bourcierii
- Евбуко золотогорлий, Eubucco richardsoni
- Евбуко перуанський, Eubucco tucinkae
- Евбуко багатобарвний, Eubucco versicolor